# Žana Jereb
Žana Jereb, slovenska atletinja, * 17. junij 1984, Kranj.
Žana Jereb je atletsko kariero začela po končani košarkarski, kjer je za žensko člansko košarkarsko reprezentanco nastopila na 35 uradnih tekmah. Prvi odmevnejši atletski rezultat je dosegla s 3. mestom na maratonu v Utrechtu, s časom 2:39:47 pa izpolnila B normo za nastop na olimpijskih igrah v Londonu.  
Za Slovenijo je nastopila na Poletnih olimpijskih igrah 2012 v Londonu, kjer je v maratonu osvojila 88. mesto s časom 2:42:50.
Leta 2013 je postala državna prvakinja v maratonu s časom 2;42:09. Istega leta je na maratonu v mestu La Rochelle v Franciji z najboljšim osebnim časom do tedaj (2;38:59) osvojila drugo mesto. 1:15:52 je njen najboljši izid sezone v polmaratonu (Udine, 2013)
Sezono 2014 je otvorila z dvema zmagama na polmaratonih v Gorici (1;16:52) in Ferrari (1;16:05), na uvodnem maratonu sezone v Rotterdamu pa je z rezultatom 2;35:57 močno izboljšala svoj osebni rekord. Na svoji zadnji tekmi prvega dela sezone v Trstu je s časom 1;14:27 ponovno popravila svojo najbolši čas v polmaratonu. 